# Senran Kagura: Peach Beach Splash
Senran Kagura: Peach Beach Splash (閃乱カグラ PEACH BEACH SPLASH?) è un videogioco del 2017 pubblicato per PlayStation 4 e successivamente per Microsoft Windows. 

## Storia
Le ragazze delle diverse fazioni sono state invitate a partecipare al Peach Beach Splash (PBS), un torneo di pistole ad acqua esistito fin dai tempi antichi. La squadra vincente potrà ottenere qualsiasi cosa desideri. Tuttavia, il vero scopo del torneo rimane sconosciuto.

## Modalità di gioco
Peach Beach Splash è uno sparatutto in terza persona in cui i giocatori controllano le shinobi utilizzando diversi tipi di pistole ad acqua, ognuna con caratteristiche diverse.
Le modalità di gioco in single player sono:
- Single Splash: trattasi della storia principale che ruota attorno a ciascuna formazione shinobi;
- Boss Battle: modalità nella quale potrà essere sfidata una Ryona gigante (come quella vista nell'OVA di Estival Versus) oppure le Licking e Massage Machine;
- Paradise Episodes: in questa modalità possono essere consultati dei fumetti dedicati alle varie ragazze protagoniste del gioco.
- V-Road Challenge: una speciale modalità in cui è possibile creare il proprio team personalizzato di ragazze e puntare alla conquista della vittoria del PBS.

Le modalità di gioco in multiplayer invece sono:
- Ranked Match: una competizione online con altri giocatori in battaglie 5 contro 5 per guadagnare PP (Peach Point) in cui regole e livelli sono selezionati in maniera casuale;
- Free Match: una modalità in cui i giocatori possono decidere liberamente regole, livello e numero di concorrenti. All'interno della modalità è possibile scegliere tra Team Battle (in cui vince il team che sconfigge più nemici entro il tempo limite) e Momination (in cui i giocatori dovranno occupare tre torrette di controllo guadagnando punti solo quando saranno occupate);
- Co-Op Survival: modalità in cui i giocatori dovranno collaborare per proteggere le torrette di controllo da ondate di nemici.